# Ljustjärnen (Arvidsjaurs socken, Lappland, 726459-163676)
Ljustjärnen är en sjö i Arvidsjaurs kommun i Lappland och ingår i Skellefteälvens huvudavrinningsområde. Sjöns area är 0,03 kvadratkilometer och den befinner sig 460 meter över havet.